# Ginga
Pour le satellite japonais, voir Ginga (satellite).

La ginga, vue de dos

La ginga est le mouvement de base de la capoeira. "Ginga" veut dire "jeu de jambes" en portugais et se traduit également par le balancement dans la démarche du vaurien. Beaucoup s'accordent à dire qu'elle n'a pas toujours existé dans la capoeira et qu'elle y fut incorporée plus tard pour la déguiser en danse. Elle peut être décomposée en trois phases :
- La base de ginga: face à l'adversaire, une jambe fléchie en avant et l'autre derrière avec le genou orienté vers le sol, sans être croisée. La jambe de derrière doit être dans l'axe dans lequel elle serait si on l'avait juste reculée à partir de la position debout. Le bras opposé à la jambe de devant protège le menton et l'autre bras se positionne en arrière, contre le buste. La jambe de devant doit être posée à plat au sol et le genou ne doit pas être plus en avant que le pied. Même si on se penche en avant, il faut toujours veiller à garder le dos droit pour éviter d'avoir mal dans le bas du dos ;
- La cadeira: le pied de derrière se place à côté du pied de devant ;
- L'autre base : le pied qui était devant dans la première phase vient maintenant derrière pour refaire la base de ginga de l'autre côté, donc on change également la position des bras.

Ce découpage en trois phases montre la ginga sous sa forme de base, mais il faut garder à l'esprit que ce n'est pas un mouvement rigide. Elle peut être accompagnée de jeu de bras, de balancement, de negaça, etc., et révèle toute la malice du capoeiriste (sa "mandinga"). Il faut aussi tenir compte du toque sur lequel on joue, car la ginga est très différente selon que l'on joue Angola, Benguela ou São Bento grande, par exemple. Plus le rythme est lent, plus le capoeiriste aura tendance à faire une ginga cadencée, relâchée, et aura tendance à la raffermir dans les rythmes rapides.
Beaucoup de maîtres reconnaissent que malgré son apparente simplicité, la ginga reste la base et le point de départ de tous les autres mouvements, et de fait elle doit être travaillée durant toute la vie du capoeiriste. Chaque capoeiriste a sa propre ginga, sa fluidité, son expressivité, et c'est elle qui différencie le mieux un capoeiriste d'un autre.